# 珞珈山水BBS

2008年山水模样

实名注册制度建立后的珞珈山水BBS

珞珈山水BBS（缩写LJSS，简称珞珈山水或山水）是武汉大学的官方BBS，创建于1996年10月8日，曾經是武汉大学最大的校内交流平台。

## 主要站史
1996年：
- 10月8日，武汉大学软件所（现为软件工程国家重点实验室）一台SUN工作站上建立了一个BBS。因武汉大学坐拥珞珈山，环绕东湖水，这个BBS得名珞珈山水BBS。

2002年：
- 11月8日至12月2日，珞珈山水BBS被迫全站只读，仅有限开放kaoyan（考研）、Job（招聘）、Abroad（出国）、Football（足球）四个版面。

2005年：
- 3月17日，珞珈山水BBS被迫关闭了校外用户的访问权限。
- 3月18日，珞珈山水BBS进入全站只读状态。
- 4月12日，珞珈山水BBS实行实名注册。
- 5月1日，实名注册制度建立后，珞珈山水BBS恢复“正常”工作。

2006年：

珞珈山水BBS的10周年站庆截图（Mozilla Firefox浏览器）

- 5月26日，中国教育部“中国大学生在线”网站举办的首届“全国高校百佳网站”评选结果揭晓，珞珈山水BBS荣获“十佳校园BBS”称号。[1]
- 10月8日，珞珈山水BBS举行10周年站庆活动。

## 热门板块
目前，珞珈山水BBS的热门板块有：Abroad（他乡寻梦）、ADagent（代理信息）、Astrology（星座）、Automobile（车元素）、Badminton（羽毛球）、Basketball（篮球）、Chorus（合唱艺术）、Comic（漫画*动画*童话）、Dancing（舞迷之家）、Digital（数码时代）、Emprise（武侠世界）、English（英语天地）、EnglishTest（英语考试）、Fashion（格调生活）、Feeling（心情故事）、FreeTalk（无事闲聊）、French（浪漫法兰西）、Food（饮食文化）、Football（足球）、Game（计算机游戏）、Graduate（毕业生）、Hardware（硬件天地）、History（历史）、House（房屋租赁）、Humor（幽默）、Job（工作）、Kaoyan（考研信息港）、Love（情谊两心知）、Math（数学）、Military（军事天地）、Movie（电影）、MyStage（舞台人生）、Olympics（奥林匹克）、PartTimeJob（兼职信息）、Photography（珞珈摄影）、Picture（贴图版）、PieFriends（缘分的天空）、PopMusic（流行音乐）、PostGraduate（研究生之家）、Reader（读书）、Science（科学）、Secondhand（二手货交易市场）、Sex（人之初）、Single（光辉岁月）、Speed（一骑绝尘）、Travel（海天游踪）、TV（电视）、Volleyball（鲲鹏展翅）、WHU（珞珈论坛）、WHUCentury（皇皇吾大）、WHUExpress（武大特快）、Wish（生日·祝福）、Wuhan（江城风情）、Yoga（瑜伽）、Youth（青涩时代）等。